# Escuela Técnica Superior de Arquitectura de la Universidad de Granada
La Escuela Técnica Superior de Arquitectura de la Universidad de Granada (ETSAG) es un centro docente universitario perteneciente a la Universidad de Granada, donde se imparten los estudios conducentes al título oficial de arquitecto así como otros relacionados con la arquitectura.
La sede de la Escuela Técnica Superior de Arquitectura se encuentra en el Campo del Príncipe, una plaza situada en el casco histórico y enmarcada en el Campus Centro de la ciudad. El edificio se trata de un palacio renacentista del siglo XVI conocido como "Casa del Almirante", con dos cuerpos en forma de ele que dan forma a una estructura en torno a un gran patio central. Históricamente el edificio fue Junta de Comercio, Escuela Nacional y hospital militar. En 2005 el edificio fue adjudicado la Universidad de Granada para que fuese la nueva sede de la Escuela de Arquitectura.

## Historia
El inmueble cuenta con una dilatada historia que ha configurado su actual estructura, comenzando por su uso como vivienda por Stefano Centurione ya en el primer tercio del siglo XVI. A la muerte del titular, el edificio es adquirido por Juan Hurtado de Mendoza en 1540, que aprovecha su situación privilegiada y las estructuras existentes para transformarlo en un palacio que será la residencia de los Mendoza hasta mediados del siglo XVII, uso que mantiene hasta que en 1776 Don Joaquín Palafox Centurión, Almirante de Aragón que da nombre hoy al inmueble, lo venda al Arzobispado de Granada.
Los Mendoza utilizan la primitiva construcción de Stefano Centurione para desarrollar una casa-palacio a la manera de la tradición granadina, edificando dependencias en torno a un patio central con galerías. En su interior, la decoración de las estancias nobles se caracteriza por el uso de heráldica, grutescos, guirnaldas y otros elementos de estética renacentista, combinados con la tradición de la carpintería mudéjar en artesonados y alfarjes de excelente factura que aún hoy pueden contemplarse en algunas de sus salas.
El Arzobispado transformará el palacio para adaptarlo a su nueva función hospitalaria entre 1776 y 1780, constituyendo la intervención en la fachada la modificación más importante, ya que junto a la imponente portada nobiliaria se ubica la entrada a la capilla del hospital, que ocupará la esquina oriental de la fachada. En esta intervención destacará la portada del templo, realizada en piedra de Sierra Elvira en una tonalidad inusualmente oscura, que se superpone a un muro de ladrillo visto, marcando la separación entre el ámbito civil y el religioso a través del uso de materiales diferentes.
Será en 1866 cuando el edificio albergue la última de sus funciones como Hospital Militar antes de pasar a formar parte del patrimonio inmueble de la Universidad de Granada en 1980, convirtiéndose en la sede de la ETSAG en 1994. Tras un proyecto completo de rehabilitación y reforma del inmueble dirigido por el arquitecto Víctor López Cotelo, la sede fue inaugurada en primavera de 2015. Ese mismo año, el proyecto fue galardonado con el Premio Nacional de Arquitectura.

## Análisis Morfológico-Estilístico
El antiguo Hospital Militar de Granada posee una amplia historia, como se comprueba en el apartado anterior, en la que ha pasado por distintas rehabilitaciones en virtud de su adaptación a nuevos usos que eran necesidad en la época. Estas adaptaciones han hecho de este edificio un espacio de abundancia de técnicas, estilos y materiales con los que se ha tenido que lidiar en su última rehabilitación, empezando desde las ruinas del cementerio Maqbarat bab al-Farjjarin hasta las construcciones de expansión como Hospital Militar.
Tras una primera fase de excavaciones arqueológicas en el año 2000 se descubren bajo las estructuras existentes (de diferentes épocas) restos de una necrópolis musulmana que se data de época almohade y la primera etapa nazarí (siglo XVIII y principios del siglo XIV). Se trata de numerosas fosas excavadas en la misma tierra y cubiertas de lajas y guijarros de pizarra, excepto una que está recubierta con piezas regulares de arenisca.
También contemporáneos al cementerio parecen ser un muro y un suelo de cal grasa que delimitan una habitación con trozos de cerámica muy parecida a la encontrada en la necrópolis. Y la aparición de diverso material de relleno advierte la presencia de hornos cerámicos y posible actividad alfarera.
Otro descubrimiento remarcable en este edificio es la casa de Stefano Centurione. Este espacio es el único que permanece de la cesión de solares del Campo del Príncipe en 1513, cumpliendo los dictámenes de construcción emitidos ese mismo año aunque con un cierto esquema palatino a la italiana de sumo interés.
La casa se organizaba en torno a 2 patios: uno más cercano a la plaza y otro en la parte trasera. En este último había un aljibe de una sola nave con bóveda de medio punto realizada con ladrillos y muros de 50 cm de grosor. Al norte del aljibe había un pozo cuyas conducciones de agua estaban hechas con atanores cubiertos de tejas, cogidas con argamasa de cal. Una acequia cubierta por piedras de gran tamaño conducía el agua hacia el interior de la casa. El pavimento de los patios se hacía mediante un empedrado con cantos pequeños de río, sin argamasa de unión, y el interior de la casa se hacía con ladrillos. Los muros de fachada en su base eran de piedra de travertino de canteras de Alfacar, labrada en sillares prismáticos, y, aunque no se conserve la fachada, debía de cumplir los dictámenes de 1513 luciendo un color blanco y limpio, propio de un mortero de yeso y cal.
Siguiendo una línea temporal, en el siglo XVI la casa de Stefano Ceturione va a constituir uno de los lados del nuevo palacio renacentista de Bernandino de Mendoza. La construcción de esta casa-palacio reutiliza las fábricas de la edificación anterior adoptando la tipología de casa palatina. De la nueva construcción destacan dos de sus lados, constituidos cada uno de ellos por una doble crujía, una principal que alberga las distintas salas de la casa y otra menor abierta al patio alrededor del cual se organiza todo el palacio. El lateral restante queda conformado mediante una única crujía porticada de dos cuerpos abiertos al patio y al jardín con machones moldurados de ladrillo macizo que constituyen la fachada trasera. El patio estructura sus galerías con columnas toscanas de mármol blanco sobre alto pedestal de piedra de Elvira y cimacio moldurado del mismo material. El piso alto repite el esquema con columnas de menor proporción y arcos rebajados frente a los de medio punto del piso bajo. En este se sitúa la habitación principal, cubierta por una armadura ochavada de limas moamares, bajo la cual corre un friso de estuco con decoración típicamente plateresca a la que se le sobrepone los escudos de la familia Mendoza. Esta armadura, siendo de gran altura, obliga a elevar la cubierta del edificio creando un tejado a cuatro aguas.
En el siglo XVIII el palacio de los Mendoza se transforma de nuevo y se convierte en el Hospital de la Encarnación. El cambio más importante es la construcción de una capilla en el ala oriental del palacio junto con un cuerpo destinado a albergar servicios, cocinas, comedor, etc.
La portada que da acceso a la capilla está hecha de piedra de Elvira muy oscura parecida al mármol negro. Sobre el entablamento hay un arco de medio punto de ladrillo macizo con la clave resaltada mediante una pieza en ménsula. El arco rodea una losa de piedra decorada con el escudo de Bernardino de Mendoza. El interior de la capilla se resuelve mediante la construcción de una bóveda semiesférica con nervadura fingida en yeso. Esta se apoya sobre cuatro arcos de descarga de ladrillo situados en las paredes laterales, en cuyas esquinas existen unas pilastras que constituyen los apoyos del conjunto. El trasdós de dichos arcos se regularizó mediante la construcción de cajones de tierra, de escasa resistencia mecánica.
El ala de convalecientes se construye con unas bóvedas de cuatro nervios decoradas con nervaduras de yeso, convergentes en la clave central dividiendo el cuadrado de su planta en ocho sectores, decorados con ovas, flechas, cuero retorcido, etc. A pesar de las diferencias de este espacio con la galerías renacentistas, se integra en el edificio como prolongación del ala oriental.
En 1865 la Escuela Normal se adecua para convertirse en un Hospital Militar en poco tiempo ante la urgencia de la necesidad. Más tarde, en 1878, se comenzaron las obras de ampliación del hospital. Se construyó un nuevo pabellón con las fachadas iguales, en cuya composición se utilizaron huecos ordenados y rítmicos afectando a la totalidad del frente del edificio a excepción de la capilla y el torreón. La cubierta se conservó a cuatro aguas.
En 1886 se construye un nuevo edificio ampliando el módulo de cocinas de 1777 hasta el límite trasero de la parcela, junto al ala de convalecientes. Se edificó con materiales corrientes, adoptado el chopo para entramados y armaduras.
En 1892 se plantea otro nuevo proyecto en el que: se redondean las esquinas de las clínicas, se sustituyen los entramados horizontales que se proponen de madera en el proyecto por entramados de hierro (proscribiendo las bajadas de barro y haciéndola de fundición), se ponen losetas de barro cocido con la numeración correlativa de las camas y se sustituyen los dos metros de estucado de las clínicas por azulejos sujetos con cemento, se sustituyen las placas de cinc para el espacio de duchas por el cemento Portland que necesita menos mantenimiento.
Desde 1909 hasta los años cincuenta se sigue construyendo y ampliando más pabellones hasta completar la parcela tal y como la conocemos hoy. La construcción combina muros de carga perimetrales con soportes exentos en el centro de hormigón armado, los forjados son de madera.

## Docencia y departamentos
En la Escuela se imparte la titulación oficial de Grado en Arquitectura, además de los estudios de posgrado y máster propios de la Universidad: El Máster Universitario en Arquitectura y el Máster Universitario en Rehabilitación Arquitectónica.
La Escuela Técnica Superior de Arquitectura cuenta con docencia y además es sede principal del Departamento de Construcciones Arquitectónicas de la Universidad de Granada . La Escuela es sede compartida del Departamento de Expresión Gráfica Arquitectónica y en la Ingeniería junto a la Escuela Técnica Superior de Ingeniería de Edificación.